# Eberhard Zacharias Munck af Rosenschöld
Eberhard Zacharias Munck af Rosenschöld, född 3 augusti 1775 i Lund, död 18 maj 1840 i Köpenhamn, var en svensk läkare. Han var äldste son till Petrus Munck och dotterson till Eberhard Rosenblad.

## Biografi

### Bakgrund och utbildning
Munck af Rosenschöld visade redan som barn ett utomordentligt minne, inskrevs 1786 som student vid Lunds universitet och utgav vid 15 års ålder en avhandling, De rheumatismo acuto (1790), som offentligen försvarades under professor Johan Henric Engelharts presidium. År 1793 blev han filosofie magister samt 1794 medicine doktor primus och medicine adjunkt. År 1796 började hans medicinska praktik på allvar, och för varje år tillväxte hans anseende som praktiserande läkare. 

### Tidig karriär
Han gjorde sig även bemärkt genom att med entusiasm ansluta sig till den franska revolutionens idéer, vilka han gav luft i en anonymt utkommen skrift, Biografiska anekdoter om franska revolutionens män. Sedan han 1799 jämte sin fars övriga barn blivit adlad för sin fars förtjänster under namnet Munck af Rosenschöld, bevistade han 1800 riksdagen i Norrköping, där han öppet tillhörde oppositionen. Han deltog även i följande riksdagar med stort intresse, oftast som medlem av konstitutionsutskottet, och förblev ständigt sina liberala idéer trogen, "ådagaläggande förenbarheten af en ärlig jakobinism i åsikter med den strängaste laglydnad i uppförande". 

### Vaccination
År 1801 fick Munck af Rosenschöld under en resa till Köpenhamn kännedom om vaccinationen och skyndade att införa densamma i Skåne. Han kom därigenom att utföra den första smittkoppsvaccineringen i Sverige. Med den största energi verkade han under flera år i hela landet och genom skrifter för att övervinna hindren för dess införande. För detta tilldelades han 1813 vaccinationsmedaljen i guld.

### Senare år
Mot slutet av sin levnad kämpade han även med kraft mot brännvinet, som han ansåg borde finnas endast på apoteken. År 1803 förordnades han till läkare vid Ramlösa brunn, dit hans stora anseende drog en betydande mängd sjuka. År 1805 utnämndes han till professor i teoretisk medicin i Lund, men åtnjöt från oktober 1832 tjänstledighet under återstoden av sin levnad. År 1817 blev han ledamot av Vetenskapsakademien. Som person beskrivs Munck af Rosenschöld som "högst originell både i tal, åthävor och gärningar, något sträv och frånstötande i umgänget, men i grunden godsint och välvillig; försakelser och uppoffringar var honom icke främmande".